# Глежеріє
Глежеріє (рум. Glăjărie) — село у повіті Муреш в Румунії. Входить до складу комуни Гургіу.
Село розташоване на відстані 281 км на північ від Бухареста, 42 км на північний схід від Тиргу-Муреша, 101 км на схід від Клуж-Напоки, 141 км на північ від Брашова.

## Населення
За даними перепису населення 2002 року у селі проживали 1800 осіб.
Національний склад населення села:
| Національність | Кількість осіб | Відсоток |
| -------------- | -------------- | -------- |
| угорці         | 1528           | 84,9%    |
| румуни         | 272            | 15,1%    |

Рідною мовою назвали:
| Мова      | Кількість осіб | Відсоток |
| --------- | -------------- | -------- |
| угорська  | 1521           | 84,5%    |
| румунська | 279            | 15,5%    |